# 烏納 (加利福尼亞州)
烏納（英語：Una）是位於美國加利福尼亞州克恩縣的一個非建制地區。該地的面積和人口皆未知。

## 地理
烏納的座標為35°25′28″N 119°10′40″W / 35.42444°N 119.17778°W，而該地的平均海拔高度為107米（即351英尺）。